# Tiberi (cognome)
Tiberi è un cognome di lingua italiana.

## Varianti
Tevere, Teveri, Teverini, Tevola, Tiberini, Tiberino, Tiberio, Tibull, Tibulli, Tibullo, Tiburi, Tiburtini, Tiburzi, Tiburzio, Tivola, Tivolini, Tivolino.

## Origine e diffusione
Cognome tipicamente panitaliano, è presente prevalentemente in Lazio, Marche, Umbria e Toscana.
Potrebbe derivare dal nome del fiume Tevere, dal toponimo Tivoli o dal prenome Tiberio.
La variante Tiburi è marchigiana; Tibulli è centro-settentrionale.

## Persone
- Andrea Tiberi (1985) – mountain biker italiano
- Antonio Tiberi (2001) – ciclista su strada italiano
- Mario Tiberi (1940) – economista e accademico italiano